# Francesco Patierno
Francesco Patierno (Nàpols, 24 d'abril de 1964) és un director, guionista i escriptor italià.

## Biografia
Va estudiar arquitectura abans de convertir-se en director creatiu d'una agència de publicitat, Roma Italy communication.
Ha dissenyat instal·lacions tècniques i escenogràfiques, ha creat serveis de televisió per a Rai, documentals, videoclips i espots publicitaris.
La seva primera pel·lícula, l'any 1996, el curtmetratge Quel giorno, es va estrenar a la 53a Mostra Internacional de Cinema de Venècia i posteriorment es va presentar en més de cinquanta esdeveniments internacionals. L'any 2003 la seva pel·lícula Pater Familias (2002) va estar present al Berlinale a la secció "Panorama".
El 2007 va dirigir Il mattino ha l'oro in bocca (2008), basada en l'autobiografia del dj Marco Baldini, amb Elio Germano, Laura Chiatti i Martina Stella.
El 2008 va codirigir amb Alex Infascelli la sèrie de televisió Donne assassine, una adaptació italiana del reeixit format argentí Mujeres Asesinas. La sèrie es va emetre per primera vegada el 16 d'octubre de 2008 al canal per satèl·lit Fox Crime.
El 2011 va dirigir Cose dell'altro mondo.
El 26 de novembre de 2012 va publicar Il giostraio, la seva primera novel·la, de la qual va dir: És un thriller-noir que m'importa molt i del qual, donat el gènere, prefereixo parlar poc. Vaig treballar-hi amb passió i vaig decidir publicar-lo amb una editorial jove, Caracò, que em va convèncer amb la gran il·lusió i cura que posa a les seves publicacions.
L'any 2022 va dirigir la pel·lícula Improvvisamente Natale, seguida de la seqüela de 2023 Improvvisamente a Natale mi sposo, ambdues amb Diego Abatantuono.

## Filmografia

### Cinema
- Pater familias (2003)
- Il mattino ha l'oro in bocca (2008)
- Cose dell'altro mondo (2011)
- La gente che sta bene (2014)
- Naples '44 – documental (2016)[5]
- Diva! (2017)
- La cura (2022)
- Improvvisamente Natale (2022)
- Svegliami a mezzanotte – documental (2022)
- Improvvisamente a Natale mi sposo (2023)

### Televisió
- Donne assassine – sèrie de televisió, 4 episodis (2008)

## Llibres
- Il giostraio, Napoli, Caracò, 2012 ISBN 978-88-97567-27-1